# Muromonab-CD3
Muromonab-CD3 (Handelsname Orthoclone OKT3®; Hersteller Janssen-Cilag) ist ein muriner therapeutischer monoklonaler Antikörper gegen den CD3-Rezeptor, ein Membranprotein auf der Zelloberfläche von T-Lymphozyten. Der Antikörper kann in der immunsuppressiven Behandlung einer akuten Abstoßungsreaktion nach Organtransplantationen eingesetzt werden. Muromonab-CD3 war 1986 der erste monoklonale Antikörper weltweit, der zu therapeutischen Zwecken zugelassen wurde.

## Klinische Angaben
Muromonab-CD3 ist zur Behandlung von akuten, steroidresistenten Abstoßungsreaktionen nach allogener Nieren-, Herz- und Lebertransplantation zugelassen. Eine prophylaktische Gabe von Muromonab-CD3 vor der Transplantation ist im Gegensatz zu anderen Antikörpern wie Basiliximab oder Daclizumab bei Muromonab-CD3 aufgrund der zu erwartenden erheblichen Nebenwirkungen nicht angezeigt.
Muromonab-CD3 wird in Form einer intravenösen Injektion verabreicht. Üblich ist eine Dosis von 5 mg pro Tag bei Erwachsenen.

### Gegenanzeigen (Kontraindikationen)
Muromonab-CD3 darf nicht bei bekannter Überempfindlichkeit gegen den Wirkstoff verabreicht werden. Auch bei vorhandenen Antikörpern (Titer ≥ 1:1000) gegen Maus-IgG soll das Arzneimittel nicht angewandt werden. Eine Herzinsuffizienz, eine unkontrollierte arterielle Hypertonie oder frühere epileptische Anfälle sind ebenfalls Kontraindikationen. Auch eine Gabe während der Schwangerschaft und Stillzeit ist nicht angezeigt.

### Unerwünschte Wirkungen (Nebenwirkungen)
Die Gabe von Muromonab-CD3 kann zu einer Reihe teils auch schwerer Nebenwirkungen führen. Insbesondere bei der ersten Infusion kann es zu einer massiven Freisetzung von Zytokinen, insbesondere von Tumornekrosefaktor-α und Interferon-γ, kommen. Ein solches Zytokin-Freisetzungssyndrom ist unter anderem neben einem Schwächegefühl und einer Hautreaktion mit Fieber, Schüttelfrost, Übelkeit und Muskel- und Gelenkschmerzen verbunden. In schweren Fällen kann es unter anderem zu einem Kreislaufkollaps und zu lebensbedrohlichen Atem- und Herzstillständen kommen. Um dies zu vermeiden, werden vor der Infusion Glucocorticoide gegeben, die eine solche Reaktion abmildern oder verhindern. Auch mit anaphylaktischen Reaktionen ist zu rechnen; diese sind nicht immer von einem Zytokin-Freisetzungssyndrom zu unterscheiden.
Auch neuropsychiatrische Reaktionen wie Krampfanfälle, aseptische Meningitis oder Enzephalopathie werden auf T-Zell-Aktivierung und Zytokin-Freisetzung zurückgeführt. Durch den stark immunsupprimierenden Effekt muss mit vermehrten, auch schwerer verlaufenden Infektionen gerechnet werden. Auch haben die Patienten ein erhöhtes Risiko für bösartige Neubildungen.
Da Muromonab-CD3 ein Antikörper aus der Maus ist, wird im menschlichen Körper nach der Gabe die Bildung von Humanen Anti-Maus-Antikörpern induziert. Solche Antikörper können den erfolgreichen Wiedereinsatz von Muromonab-CD3 verhindern, da sie den Wirkstoff neutralisieren können; auch die Elimination wird durch solche humanen Anti-Maus-Antikörper beschleunigt.

## Pharmakologische Eigenschaften

### Wirkungsmechanismus (Pharmakodynamik)
Muromonab-CD3 bindet an die Epsilon-Protein-Untereinheit des CD3-Rezeptors. Der CD3-Rezeptor ist auf der Zelloberfläche von T-Lymphozyten mit dem T-Zell-Rezeptor assoziiert und interagiert mit diesem bei der Signaltransduktion und der Aktivierung der T-Lymphozyten. Die Bindung von Muromonab-CD3 an CD3 führt erst kurzzeitig zu einer Aktivierung der Zellen, später jedoch zu einer Blockierung der Funktion der T-Zellen und einer Induktion der Apoptose. Damit wird die Abstoßungsreaktion gegen das transplantierte Organ unterdrückt. Nach dem Ende der Behandlung mit dem Antikörper soll sich die Funktion der CD3-positiven T-Zellen innerhalb einer Woche normalisieren.
Neuere, besser verträgliche, allerdings noch nicht zugelassene Antikörper mit demselben Wirkungsmechanismus sind Teplizumab und Visilizumab.

## Sonstige Informationen

### Chemische Informationen
Muromonab-CD3 ist ein monoklonaler Antikörper aus der Maus vom Typ IgG2a. Der Antikörper wurde mittels Hybridom-Technik identifiziert und biochemisch aus Aszites-Flüssigkeit gereinigt. Das fertige Arzneimittel enthält ferner als Hilfsstoffe Polysorbat 80, Natriumchlorid, Dinatriumhydrogenphosphat, Natriumdihydrogenphosphat und Wasser für Injektionszwecke.

### Geschichtliches
Orthoclone OKT3 wurde 1986 in den Vereinigten Staaten von der Food and Drug Administration (FDA) zugelassen. Damit war Orthoclone OKT3 das erste auf einem monoklonalen Antikörper basierende Arzneimittel weltweit, das eine Zulassung erhielt. In der Europäischen Gemeinschaft war Orthoclone OKT3 nicht nur der erste zugelassene monoklonale Antikörper, sondern auch das erste Arzneimittel, das nach einem neuen Konzertierungsverfahren für innovative biotechnologische Arzneimittel auf Grundlage der Richtlinie 87/22/EWG, einem Vorläufer für das zentralisierte Verfahren, zugelassen wurde. Dabei wurde das Arzneimittel durch den Europäischen Ausschuss für Arzneispezialitäten (CPMP), dem Vorläufer des CHMP, begutachtet; die Zulassung erteilten damals nationale Behörden, für Deutschland am 18. Juli 1988 das Paul-Ehrlich-Institut.